# 国民の声 (2017)
国民の声（こくみんのこえ）は、かつて存在した参議院の会派。民進党を離脱し政党無所属となっていた藤末健三、平山佐知子の2名が2017年10月30日に結成した。
2018年10月22日に解散したが、藤末が無所属議員として自由民主党の会派に参加するに際して会派名を「自由民主党・国民の声」としたため、2018年10月22日以降は自由民主党の会派名の一部として名称を残していた。

## 会史
2017年10月22日執行の第48回衆議院議員総選挙では、民進党所属衆議院議員は、希望の党への合流グループ、立憲民主党としての結党グループ、無所属としての立候補グループの3派に分裂。この時点で民進党参議院議員からは希望の党への合流議員はおらず、立憲民主党には福山哲郎のみが参加した。更に選挙後の27日開催の民進党両院議員総会において、民進党全体での希望の党への合流が撤回されて党存続が決定し、参議院民進党を中心として再出発することとなった。
11月1日召集の特別国会を前に、10月26日、衆議院選挙で当選した民進党籍議員は13名で新衆議院会派「無所属の会」を結成した。
一方、参議院民進党（会派は「民進党・新緑風会」）では福山以外で希望の党、立憲民主党参加の動きはなかったものの、選挙前に民進党を除籍された藤末健三と、離党した平山佐知子の2人が新会派を結成することとなり、10月30日、参議院事務局に会派名「国民の声」、代表者・藤末として会派届を提出した。藤末は「反対、対立だけの国会審議ではなく、広く国民の願いや思いを聞き国会で実現したい」と、平山は「政党政治からいったん離れ、1人の参院議員として原点に戻りたい」と語った。
2018年1月22日に召集された通常国会会期中の5月7日には、民進党と希望の党が合流し国民民主党が発足するなど大きな野党再編があったが、国民の声は2人会派のまま閉会まで存続した。
しかし10月24日召集の臨時国会を前に、22日、国民の声が解散。同時に、自由民主党会派に藤末が入会し、会派名を「自由民主党・こころ」から「自由民主党・国民の声」へ変更した。これにより藤末は事実上与党入りし、一方の平山は自民党の統一会派に参加せず、無所属となった
。

### 「国民の声」解散後
2018年10月以降は、参議院の自民党系院内会派「自由民主党・国民の声」の名称の一部として「国民の声」が使用されている。名称変更時点においては上記の通り、無所属議員としては藤末が参加していた。2020年5月には、「自由民主党・国民の声」に無所属議員の桜井充が加わり、同年10月には無所属議員の増子輝彦が加わった。
2022年4月、増子は同年夏に予定される第26回参議院議員通常選挙に無所属で立候補するとして会派を離脱したが、5月には政界引退を表明している。2022年5月には、桜井は自民党に入党した。2022年6月15日、藤末は第26回参議院議員通常選挙に自民党から立候補するために参議院議員を辞職した。これにより、院内会派「自由民主党・国民の声」の所属参議院議員は全員自民党の議員となり、参院選後の2022年7月28日に会派名から削除された。

## 所属議員
※2017年10月30日 - 2018年10月22日時点　参議院議員2名
| 参議院議員 | 参議院議員              | 参議院議員           |
| ---------- | ----------------------- | -------------------- |
| 2022年改選 | 代表 藤末健三 比例、参3 | 平山佐知子 静岡、参1 |